# Eastern Airways
A Eastern Airways é uma empresa aérea com sede em North Lincolnshire, no Reino Unido, foi fundada em 1997 e opera principalmente voos regionais.

## Frota
Em setembro de 2018:
- ATR 72-600: 2
- BAe Jetstream 41: 10
- Embraer ERJ 145: 2
- Saab 2000: 6